# إيست غرستون (باركشير)
إيست غرستون (بالإنجليزية: East Garston) هي قرية وأبرشية مدنية تقع في المملكة المتحدة في إنجلترا. يقدر عدد سكانها بـ 459 نسمة ومساحتها 8.05 كم2 .

## معرض صور

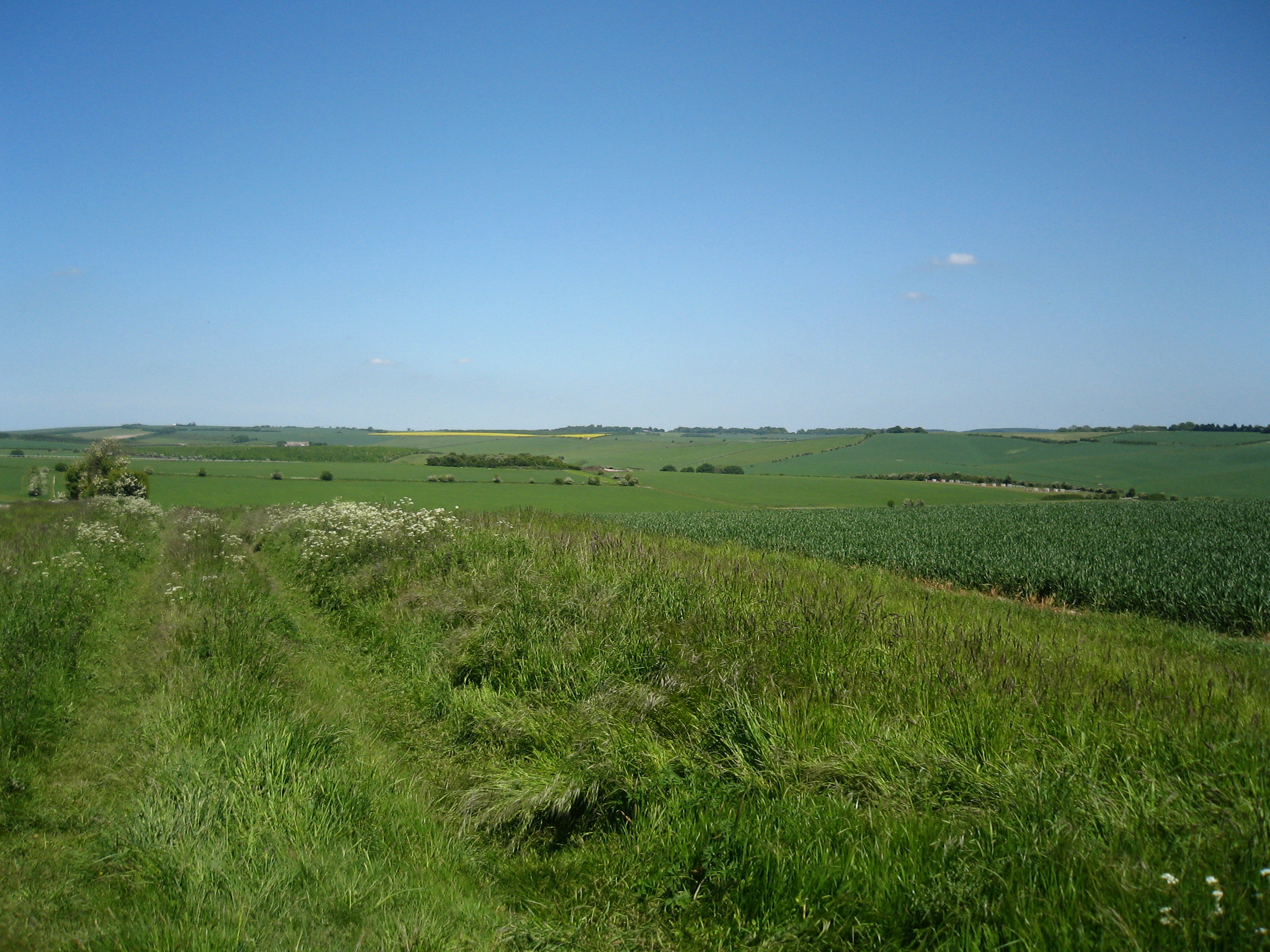
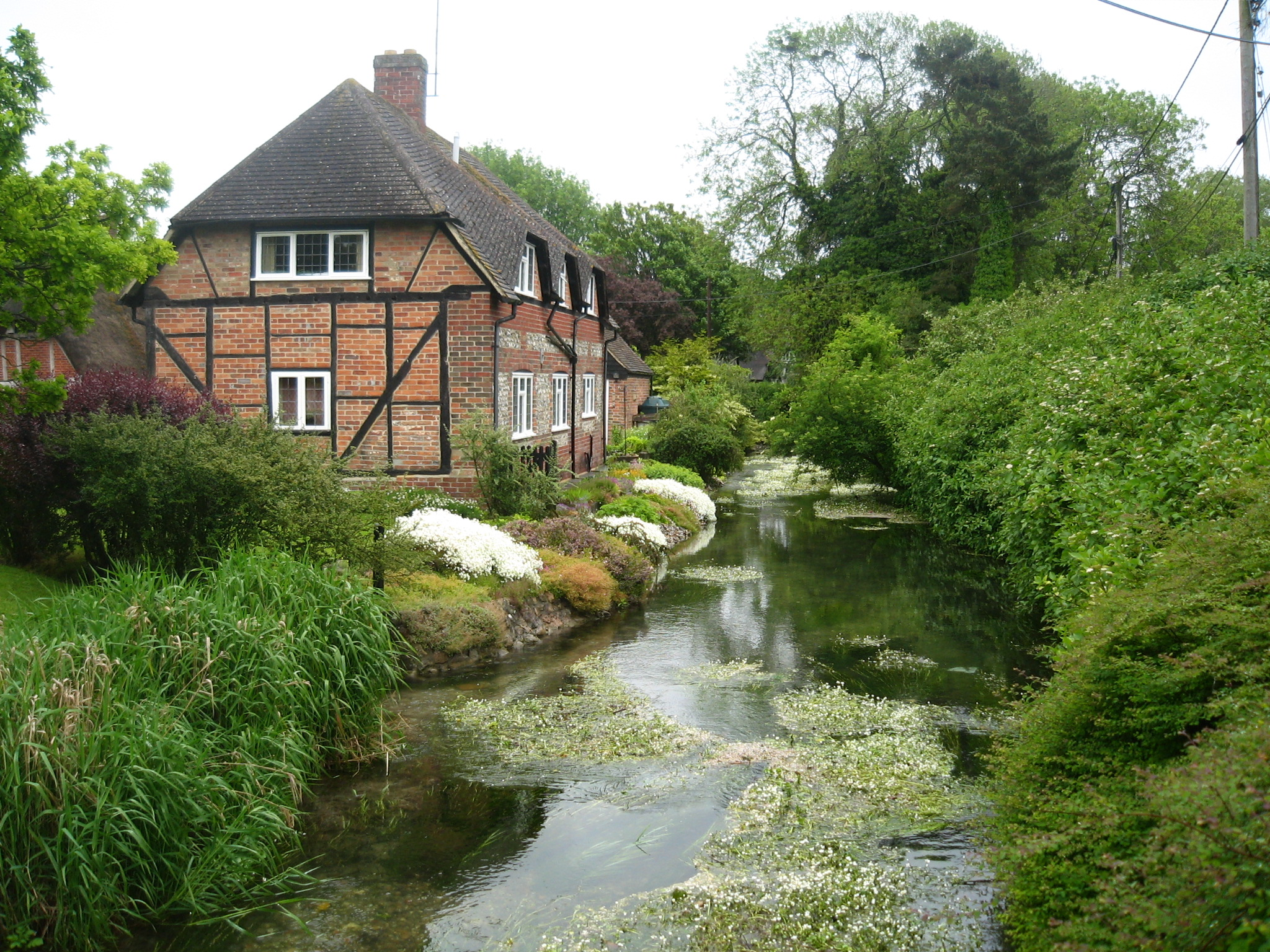
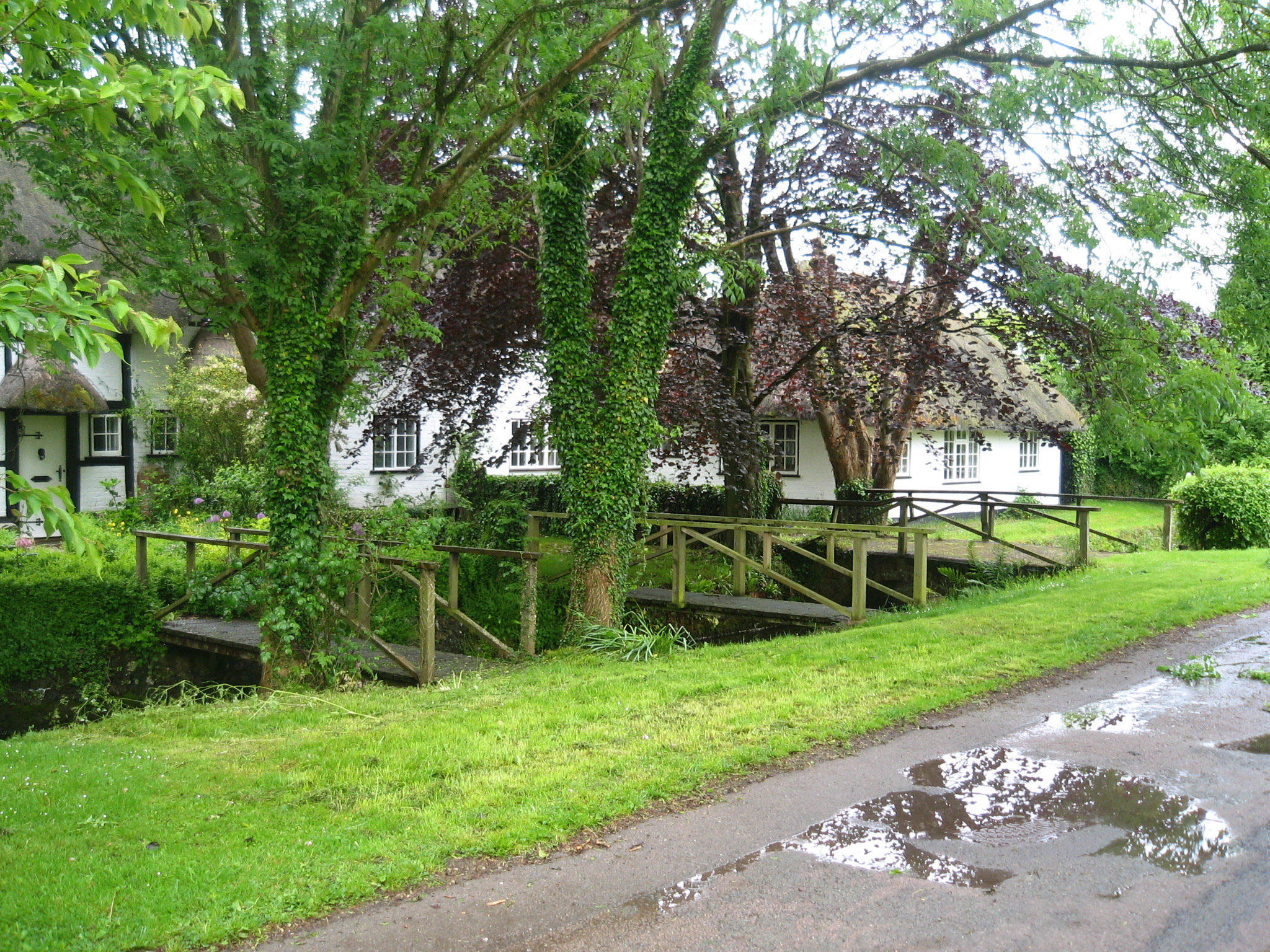